# Installable File System
Het Installable File System (IFS) is een API voor het bestandssysteem in OS/2 en Windows die ervoor zorgt dat het besturingssysteem drivers kan herkennen en laden voor het bestandssysteem. Het maakt deel uit van de Windows Driver Kit.

## Geschiedenis
Toen IBM en Microsoft bezig waren met de ontwikkeling van OS/2, realiseerden zij zich dat het FAT-bestandssysteem verouderd was. Microsoft begon toen met het ontwikkelen van het High Performance File System dat de codenaam "Pinball" droeg.
In plaats van functies te coderen binnenin de kernel, zoals met FAT het geval was, ontwikkelde Microsoft een API voor het bestandssysteem dat "driver-gebaseerd" was. Dit zorgt ervoor dat andere ontwikkelaars nieuwe bestandssystemen aan de kernel van een besturingssysteem kunnen toevoegen zonder de kernel te veranderen.
Toen Microsoft stopte met de ontwikkeling van OS/2 ging IBM verder. Microsoft implementeerde echter wel een vergelijkbaar IFS-systeem in Windows NT.

## Boeken
- O'Reilly - Windows NT File System Internals, A Developer's Guide - By Rajeev Nagar - ISBN 1-56592-249-2
- Microsoft Press - Inside Windows NT File System - By Helen Custer - ISBN 1-55615-660-X
- Microsoft Press - Inside Windows NT - By Helen Custer - ISBN 1-55615-481-X